# Чеганда
Чеганда́ (рос. Чеганда, удм. Чеганда) — село у складі Каракулинського району Удмуртії, Росія.
Населення — 596 осіб (2010; 736 у 2002).
Національний склад:
- росіяни — 94 %